# Тіанна Бартолетта
Тіанна Бартолетта (англ. Tianna Bartoletta, при народженні Медісон, Madison, 30 серпня 1985) — американська легкоатлетка, що спеціалізується в стрибах у довжину та спринтерському бігові, триразова  олімпійська чемпіонка, дворазова чемпіонка світу, чемпіонка світу в приміщеннях, чемпіонка або призерка багатьох інших змагань.
Особисту золоту олімпійську медаль Бартолетта виборола в стрибках у довжину на Олімпіаді 2016 року в Ріо-де-Жанейро.
Крім стрибків у довжину Бартолетта бігає також спринт, зокрема в складі естафетних команд. Вона входила до складу естафетної збірної США 4 × 100 м, що встановила світовий рекорд. Зі збірною США вона виграла дві золоті олімпійські нагороди.

## Особисті рекорди
- 60 м – 7,02 (2012)
- 100 м – 10,78 (2016)
- 200 м – 22,37 (2012)
- 4 × 100 м – 40,82 (2012, рекорд світу)
- Стрибки в довжину – 7,17 м (2016)

## Виступи на Олімпіадах
| Олімпіада           | Дисципліна              | Місце |
| ------------------- | ----------------------- | ----- |
| Лондон 2012         | біг на 100 метрів       | 4     |
| Лондон 2012         | естафета 4 x 100 метрів | 1     |
| Ріо-де-Жанейро 2016 | стрибки в довжину       | 1     |
| Ріо-де-Жанейро 2016 | естафета 4 x 100 метрів | 1     |